# Renato Russo - Uma Celebração
Renato Russo - Uma Celebração é um álbum ao vivo de tributo ao cantor brasileiro Renato Russo, lançado em 2006 em CD e DVD pela EMI. Foi gravado no dia 13 de dezembro de 2005 na Fundição Progresso, no Rio de Janeiro e exibido pelo canal Multishow. O álbum traz duas canções inéditas, "Fábrica 2" e "O Grande Inverno da Rússia".
Participaram da homenagem artistas como Autoramas, Biquini Cavadão, Capital Inicial, Chorão, Cidade Negra, Confraria, Detonautas Roque Clube, Dinho Ouro Preto, Fernanda Takai, Forfun, Isabella Taviani, John Ulhoa, Leela, Nasi, Paulo Ricardo, Plebe Rude, Tantra, Titãs, Toni Platão e Vanessa da Mata. 

## Faixas

### CD
1. A Canção do Senhor da Guerra (Chorão)
2. Eu Sei (Fernanda Takai e John Ulhoa)
3. Música Urbana 2 (Nasi)
4. Boomerang Blues (Paulo Ricardo)
5. Por Enquanto (Vanessa da Mata)
6. Faroeste Caboclo (Toni Platão)
7. Vinte e Nove (Isabella Taviani)
8. Química (Plebe Rude)
9. Eduardo e Mônica (Biquini Cavadão)
10. Geração Coca-Cola (Cidade Negra)
11. Daniel na Cova dos Leões (Detonautas Roque Clube)
12. Que País é Esse? (Titãs)
13. Marcianos Invadem a Terra (Dinho Ouro Preto)
14. Tempo Perdido (Capital Inicial)

#### Faixas bônus
1. Fábrica 2 (Titãs) (faixa bônus)
2. O Grande Inverno da Rússia (Confraria) (faixa bônus)

### DVD
1. O Grande Inverno da Rússia (Confraria)
2. A Canção do Senhor da Guerra (Chorão)
3. Eu Sei (Fernanda Takai e John Ulhoa)
4. Música Urbana 2 (Nasi)
5. Boomerang Blues (Paulo Ricardo)
6. Monte Castelo (Paulo Ricardo)
7. Por Enquanto (Vanessa da Mata)
8. Faroeste Caboclo (Toni Platão)
9. Vinte e Nove (Isabella Taviani)
10. Química (Plebe Rude)
11. Fábrica (Tantra)
12. Eduardo e Mônica (Biquini Cavadão)
13. Tédio (Com Um T Bem Grande pra Você) (Autoramas)
14. Vamos Fazer Um Filme (Leela)
15. Geração Coca-Cola (Cidade Negra)
16. Metrópole (Forfun)
17. Daniel na Cova dos Leões (Detonautas Roque Clube)
18. Fábrica 2 (Titãs)
19. Que País é Esse? (Titãs)
20. Marcianos Invadem a Terra (Dinho Ouro Preto)
21. Tempo Perdido (Capital Inicial)

#### Extras do DVD
- Making Of
- Galeria de Fotos
- Enquanto Isso, às 4h30min. da manhã...